# Dodson (Teksas)
Dodson je gradić u američkoj saveznoj državi Teksas. Prema popisu stanovništva iz 2010. u njemu je živjelo 109 stanovnika.